# Tino López Guerra
Constantino López Guerra, más conocido como Tino López Guerra (Chinandega, 20 de julio de 1906 - Managua, 19 de julio de 1967), fue un compositor nicaragüense de música vernácula popular, siendo considerado el "Rey del Corrido Nicaragüense" porque sus composiciones más conocidas pertenecen a este ritmo musical mexicano.

## Biografía
Nació en Chinandega, el 20 de julio de 1906, en el occidente del país, siendo sus padres el médico Eduardo López Robelo y doña Celina Guerra Lizano, nieta materna del presidente de Costa Rica Saturnino Lizano Gutiérrez. Tuvo seis hermanos. Se casó con Consuelo Rosales con quien procreó dos hijos: Constantino y María del Socorro.
Desde joven escribió poemas y compuso canciones de tipo romántico.
Cursó sus estudios primarios en el Instituto Pedagógico de Varones "La Salle" de Managua, donde aprovechaba los recreos para usar a veces el único piano del colegio y dar rienda suelta a su fina sensibilidad artística.
En 1927 se marchó a los Estados Unidos donde residió por varios años, luego regresó a su patria y compuso muchos corridos, su género musical más característico, que han dado a conocer a Nicaragua por todo el mundo.

## Vida musical
"Tres Flores Para Ti" y "Chinita Porronga" son sus primeras composiciones importantes también destaca mucho "Pulseras para ti". 
López Guerra logró el hito de ser el primer compositor nicaragüense a quien le grabaron en el extranjero una canción original, esto tuvo lugar en Buenos Aires, Argentina, bajo el sello Odeón, la composición fue "Tres Flores Para Ti".
Cuando Managua celebra su centenario en 1952 y él le compone su corrido "Managua", es condecorado por el entonces Ministro del Distrito, el general Andrés Murillo e interpretan el corrido en la celebración cien guitarristas.
Luego compone "Viva León Jodido", corrido mundialmente conocido y que hace vibrar al nicaragüense en las fibras más hondas de su corazón. La ciudad de León también lo condecora y le dedica un homenaje. 
"Nicaragua Mía" es el corrido dedicado a su patria, ampliamente difundido en la interpretación de Miguel Aceves Mejía, y que permanece dentro del corazón del nicaragüense. 
Su mayor legado es la emoción y orgullo nacional que cada nicaragüense siente al cantar la estrofa del coro que dice: 
Soy puro pinolero,
Nicaragüense por gracia de Dios.
Soy puro pinolero,
Nicaragüense por gracia de Dios.
Es el primero que demostró a sus paisanos, que el Ser Nicaragüense es una gracia concedida generosamente por Dios mismo y únicamente es dada a quienes son dignos de nacer y querer a Nicaragua.
También le compone corridos a las ciudades de Granada y a su ciudad natal Chinandega. Su música va más allá de su patria y le canta a las repúblicas hermanas de Centroamérica, destacándose "Corrido a Honduras" y "Mi linda Costa Rica".
Vivió en México, donde los cantantes y Mariachis de la época grabaron sus composiciones, ahí lo declaran el "Rey de los Corridos", alias que lo acompañó desde entonces. 
Se cuenta que estando en México en una noche de farra, acompañado de artistas mexicanos entre ellos el cantante tenor Guillermo Álvarez Icaza Camargo, en un lugar donde se están tocando corridos mexicanos,  él toca y canta el "Corrido México" letra original que posteriormente se la regalaría a Guillermo. Lo premian con la mejor guitarra que hay en el lugar, guitarra que conserva su hijo Tino López Rosales.
A su esposa Consuelo le compuso una ranchera: "Mi Consuelo".
Su fervor por la Virgen María lo lleva a pedirle que aparezca en América Central en el coro de su canción "Cuando mi tierra te nombra". Y La Virgen atendió dicha petición con su aparición como la Bendita Virgen de Cuapa, una advocación mariana reconocida por la Iglesia católica que es venerada en su Santuario por los fieles católicos nicaragüenses y centroamericanos.
"Tú apareciste en Francia,
en México y Portugal
aparece, Madre Santa en América Central.
Que te cuesta, dulce María,
Pide permiso al Señor,
que toda la Patria mía
por Ti se muere de amor."

## Fallecimiento
Falleció en Managua, el 19 de julio de 1967 y fue sepultado justo el día de su cumpleaños número 61, el 20 de julio en el Cementerio General de Managua. En 2006, en el centenario de su natalicio fue trasladado al Cementerio San Pedro como personaje ilustre de la Nación a la que tanto amó.

## Principales composiciones
- Tres Flores para Ti
- Corrido Viva León Jodido
- Nicaragua Mía (considerada en Nicaragua, junto con la "Mora Limpia" de Justo Santos, como un segundo himno nacional)
- Corrido México
- Nuestra Señora de Fátima
- Corrido Chinandega
- Granada de Nicaragua
- Mi Consuelo
- Pretexto
- Duelo de Besos
- Mi Linda Costa Rica
- Corrido Managua
- Corrido El Salvador
- Corrido Honduras (considerada en Honduras como un segundo himno nacional)
- Azucena
- José Stalin Murió en Corea
- Chinita Corronga